# Marie-Josèphe de Saxonia
Maria Josepha de Saxonia, Delfină a Franței (4 noiembrie 1731 – 13 martie 1767) a fost Ducesă de Saxonia prin naștere și prințesă a Franței prin căsătoria cu Ludovic, Delfin al Franței la vârsta de 15 ani. Ludovic era Delfin al Franței, fiul și moștenitorul regelui Ludovic al XV-lea al Franței. A fost mama a trei regi ai Franței, inclusiv a regelui Ludovic al XVI-lea, care a murit ghilotinat în timpul Revoluției franceze. Fiica ei cea mică, Madame Élisabeth, de asemenea, a fost ghilotinată în timpul Revoluției.

## Familie
Maria Josepha s-a născut la 4 noiembrie 1731 la Castelul Dresden, ca fiică a Prințului Elector de Saxonia Frederick Augustus II și a soției lui, Maria Josepha de Austria, fiica lui Iosif I, Împărat Roman. Ca fiică a Prințului Elector, ea a fost ducesă de Saxonia. Mama ei a fost verișoară primară cu Maria Theresa a Austriei, care a fost mama Mariei Antoaneta, viitoarea cumnată a Mariei Josepha.
Maria Josepha a fost al optulea copil din cei cincisprezece și a patra fiică. Sora ei mai mare Maria Amalia Christina s-a căsătorit cu viitorul Carol al III-lea al Spaniei în 1738 și a avut o familie numeroasă. A doua soră, Maria Margaretha, a murit în copilărie; Maria Anna Sophia a devenit Electresă de Bavaria în 1747. Fratele ei cel mare, Frederick Christian a devenir Elector de Saxonia în 1763 și a domnit numai 74 de zile.
Surorile ei mai mici Maria Christina de Saxonia și Maria Kunigunde de Saxonia au devenit prințese-starețe la prestigioase instituții religioase.

## Negocieri pentru căsătorie
După cum s-a menționat deja, sora sa mai mare s-a căsătorit cu un prinț spaniol, cu infantele Carlos, în 1738. El era membru al Casei de Bourbon. Delfinul Franței s-a căsătorit cu Infanta Maria Teresa Rafaela a Spaniei în februarie 1745. Cuplul a fost foarte fericit și s-au iubit mult. Infanta, cunoscută în Franța ca Marie-Thérèse-Raphaëlle a murit la 22 iulie 1746 după nașterea unei fiice, singurul copil al cuplului, Prințesa Marie-Thérèse.
Ferdinand al VI-lea al Spaniei, fratele vitreg al decedatei Marie-Thérèse-Raphaëlle, i-a oferit Delfinului o altă prințesă bourbon, Infanta Maria Antonietta. Însă Ludovic al XV-lea și atotputernica metresă Madame de Pompadour voiau să deschidă canalele diplomatice.
Căsătoria dintre Maria Josepha și Delfinul Franței a fost sugerată de unchiul Mariei Josepha, Maurice de Saxa, un fiu nelegitim al bunicului Mariei Josepha, Augustus al II-lea. Ludovic al XV-lea și metresa sa erau convinși că mariajul ar fi avantajos pentru relațiile externe franceze. Franța și Saxonia s-au situat de părți diferite în recentul război austriac de succesiune și, astfel, căsătoria dintre prințesa saxonă și Delfinul Franței ar forma o nouă alianță între cele două națiuni.
Era totuși o problemă în legătură cu mireasa propusă: bunicul miresei Augustus al II-lea l-a detronat pe Stanisław Leszczyński (pe atunci Duce de Lorena). Stanisław era tatăl reginei Franței, Maria Leszczyńska. S-a spus că această căsătorie s-a vrut pentru a o umili pe regină, chiar dacă mai târziu regina și delfina s-au înțeles bine.
În ciuda dezaprobării reginei, la 9 februarie 1747, Maria Josepha de Saxonia s-a căsătorit cu Louis Ferdinand de Franța, Delfin al Franței și Fils de France.

## Copii
| Nume                                                               | Portret | Date                                   | Note |  |
| ------------------------------------------------------------------ | ------- | -------------------------------------- | --- |  |
| Marie Zéphyrine de France Madame Royale                            |         | 26 august 1750 - 1 septembrie 1755     | Născută la Versailles, deținea titlul de Madame Royale la curte; a murit la Versailles la vârsta de 5 ani                                          |  |
| Louis Joseph Xavier de France Duce de Burgundia                    |         | 13 septembrie 1751- 22 martie 1761     | Moștenitor al Delfinului, a murit la Versailles la vârsta de 9 ani;                                                                                |  |
| Xavier Marie Joseph de France Duce de Aquitaine                    |         | 8 septembrie 1753 – 22 februarie 1754  | Născut la Palatul Versailles a murit la vârsta de 5 luni;                                                                                          |  |
| Louis Auguste de France Rege al Franței Duce de Berry              |         | 23 august 1754 – 21 ianuarie 1793      | Născut la Palatul Versailles, s-a căsătorit cu Maria Antoaneta și a devenit rege al Franței; a avut copii                                          |  |
| Louis Stanislas Xavier de France Rege al Franței Conte de Provence |         | 17 noiembrie 1755 – 16 septembrie 1824 | Născut la Palatul Versailles, s-a căsătorit cu Prințesa Marie Josephine Louise de Savoia și nu au avut copii; mai târziu a devenit rege al Franței |  |
| Charles Philippe de France Rege al Franței Conte de Artois         |         | 9 octombrie 1757 – 6 noiembrie 1836    | Născut la Palatul Versailles, s-a căsătorit cu Prințesa Maria Theresa de Savoia și au avut copii; mai târziu a devenit rege al Franței             |  |
| Marie Adélaïde Clotilde Xavière de France Regină a Sardiniei       |         | 23 septembrie 1759 – 7 martie 1802     | Născută la Palatul Versailles, s-a căsătorit cu viitorul Charles Emmanuel al IV-lea al Sardiniei; nu au avut copii                                 |  |
| Élisabeth Philippine Marie Hélène de France Madame Élisabeth       |         | 3 mai 1764 – 10 mai 1794               | Născută la Palatul Versailles, nu s-a căsătorit niciodată și a fost executată în timpul Revoluției Franceze la vârsta de 30 de ani                 |  |

În 1748 Maria Josepha a născut un băiat care a murit și același lucru a-a întâmplat în 1749. În 1752 a născut o fiică care a murit. În 1756 a născut alt fiu care a murit. De asemenea a avut un avort în 1762.

## Arbore genealogic
1. ↑  Kindred Britain
2. 1 2 3 4  The Peerage